# Prix du meilleur compositeur de musique de scène du Syndicat de la critique
 (avril 2024).
Si vous disposez d'ouvrages ou d'articles de référence ou si vous connaissez des sites web de qualité traitant du thème abordé ici, merci de compléter l'article en donnant les références utiles à sa vérifiabilité et en les liant à la section « Notes et références ».
Le prix du meilleur compositeur de musique de scène du Syndicat de la critique est une distinction artistique française récompensant les meilleurs compositeurs de théâtre de l'année.

## Palmarès
- 1962/1963 : Jean Prodomidès pour Dans la jungle des villes de Bertolt Brecht, Studio des Champs-Élysées
- 1963/1988 : Non attribué
- 1988/1989 : Anne-Marie Fijal pour Ivanov de Tchekhov, mise en scène Pierre Romans, Théâtre des Amandiers
- 1989/1990 : Jean-Louis Chautemps pour Français, encore un effort... de Sade, mise en scène Charles Tordjman, Théâtre populaire de Lorraine (Thionville), Théâtre de l'Athénée
- 1990/1991 : Jean-Jacques Lemêtre pour Les Atrides, mise en scène Ariane Mnouchkine, Théâtre du Soleil
- 1991/1992 : Non attribué
- 1992/1993 : Le groupe Sentimental Trois-8 pour Imprécation II de Michel Deutsch, Gabrielle Forest et André Wilms, mise en scène Michel Deutsch, Théâtre de la Bastille
- 1993/1994 : Benoît Urbain pour Le Jeu des 7 familles, création collective, mise en scène Jean-Claude Penchenat, Centre dramatique de Corbeil-Campagnol
- 1994/1995 : André Hajdu pour L'Ecclésiaste interprété par Sami Frey et Sonia Wieder-Atherton, Théâtre des Bouffes du Nord
- 1995/1996 : Jean-Christophe Spinosi et le Quatuor Matheus pour L'Illusion comique de Pierre Corneille, mise en scène Éric Vigner, Centre dramatique de Bretagne de Lorient
- 1996/1997 : Marc-Olivier Dupin pour Angels in America de Tony Kushner et Sertorius de Corneille, mises en scène Brigitte Jaques, Théâtre de la Commune; et Madame Miniature pour La vie est un songe de Pedro Calderón de la Barca
- 1997/1998 : Michel Musseau pour Le Sang des Labdacides de Sophocle et Farid Paya, mise en scène Farid Paya, Théâtre du Lierre
- 1998/1999 : Didier Labbé et Georges Baux pour Casimir et Caroline d'Ödön von Horváth, mise en scène Jacques Nichet, TNT Toulouse, Théâtre de la Colline
- 1999/2000 : Non attribué
- 2000/2001 : Éric Le Lann pour 54x13 de Jean-Bernard Pouy, mise en scène Jacques Bonnaffé, Théâtre national de Bretagne, Théâtre de la Bastille
- 2001/2002 : Étienne Perruchon pour Léonce et Léna de Georg Büchner, mise en scène André Engel, Centre dramatique de Savoie, Odéon-Théâtre de l'Europe
- 2002/2003 : Gilles Grand pour Retour définitif et durable de l'être aimé d'Olivier Cadot, mise en scène Ludovic Lagarde, Théâtre de la Colline; et Françoise Rondeleux pour Oncle Vania de Tchekhov, mise en scène Julie Brochen, Théâtre de l'Aquarium
- 2003/2004 : Ray Lema pour Médée de Max Rouquette, mise en scène Jean-Louis Martinelli, Théâtre Nanterre-Amandiers
- 2004/2005 : Christian Roux pour Le Collier de perles du gouverneur Li-Qing de Eudes Labrusse, mise en scène de l'auteur et de Jérôme Imard, Théâtre du Mantois (Mantes-la-Jolie)
- 2005/2006 : Alexandros Markeas pour Le Cas de Sophie K de Jean-François Peyret et Luc Steel, mise en scène Jean-François Peyret, Festival d'Avignon
- 2006/2007 : Alexis Forestier pour Elizaviéta Bam de Daniil Harms, mise en scène Alexis Forestier, Théâtre de la Bastille
- 2007/2008 : Stéphane Leach pour L'Orestie d'Eschyle, mise en scène Olivier Py, Odéon-Théâtre de l'Europe
- 2008/2009 : Benedek Vardas pour L'Opéra paysan, mise en scène Bela Pinter
- 2009/2010 : Claire Diterzi pour Rosa la rouge, mise en scène Marcial Di Fonzo Bo, Théâtre du Rond-Point
- 2010/2011 : Christian Paccoud pour Le Vrai Sang de Valère Novarina, Odéon-Théâtre de l'Europe
- 2011/2012 : Vincent Leterme pour Peer Gynt de Henrik Ibsen, mise en scène Éric Ruf, Comédie-Française
- 2012/2013 : Andy Emler pour Ravel de Jean Echenoz, mise en scène Anne-Marie Lazarini, Artistic Athévains
- 2013/2014 : Jean Bellorini, Michalis Boliakis, Hugo Sablic pour La Bonne Âme du Se-Tchouan de Bertolt Brecht, mise en scène Jean Bellorini, TNT Toulouse, Odéon-Théâtre de l'Europe
- 2014/2015 : le groupe Moriarty pour Vanishing Point, conception et mise en scène Marc Lainé, théâtre national de Chaillot
- 2015/2016 : Alexandre Meyer pour Und de Howard Barker, mise en scène Jacques Vincey, centre dramatique régional de Tours - théâtre Olympia, théâtre de la Ville, théâtre des Abbesses
- 2016/2017 : Mathieu Bauer et Sylvain Cartigny pour Shock Corridor d’après le film de Samuel Fuller, adaptation et mise en scène de Mathieu Bauer, Nouveau Théâtre de Montreuil
- 2017/2018 : Vincent Cahay et Pierre Kissling pour Tristesses, texte et mise en scène Anne-Cécile Vandalem (Das Fräulein Kompanie / joué au Théâtre de l’Odéon
- 2018/2019 : Éric Sleichim pour Electre/Oreste, d’Euripide, mis en scène d’Ivo van Hove, Comédie-Française
- 2019/2020 : Homling Jaws pour Electre des bas-fonds de Simon Abkarian, Théâtre du Soleil[1]
- 2021-2022 : Pascal Sangla pour Andando Lorca 1936, mise en scène de Daniel San Pedro[2]
- 2022-2023 : Dakh Daughters pour Danse macabre, mise en scène de Vlad Troitskyi[3]
- 2024 : Reinhardt Wagner pour la musique de Zazie dans le métro de Raymond Queneau, mise en scène de Zabou Breitman[4]